# Aadorf
Aadorf é uma comuna da Suíça, no Cantão Turgóvia, com cerca de 7.365 habitantes. Estende-se por uma área de 20,0 km², de densidade populacional de 368 hab/km². Confina com as seguintes comunas: Bichelsee-Balterswil, Frauenfeld, Hofstetten bei Elgg (ZH), Elgg (ZH), Hagenbuch (ZH), Matzingen, Turbenthal (ZH), Wängi.
A língua oficial nesta comuna é o Alemão.